# 久山淳爾
久山淳爾（くやま じゅんじ）は日本の財務官僚。

## 来歴
岡山県岡山市出身。岡山県立岡山芳泉高等学校、大阪大学法学部卒業。2000年 大蔵省入省（大臣官房文書課）。2001年1月6日 財務省大臣官房文書課。2005年6月から1年間、ケンブリッジ大学へ留学。2010年 在ベトナム大使館一等書記官。2018年7月13日 徳島県保健福祉部長。2019年5月1日 徳島県経営戦略部長。2020年7月22日 内閣官房内閣参事官（内閣人事局）兼総務省行政管理局管理官（独法制度総括・特殊法人総括、外務）。

## 略歴
- 2000年4月：大蔵省入省（大臣官房文書課）[2]。
- 2001年1月6日：財務省大臣官房文書課。
- 2003年7月：大臣官房文書課企画調整係長心得。
- 2004年7月：大臣官房政策金融課。
- 2005年6月：留学（ケンブリッジ大学）。
- 2006年7月：金融庁総務企画局企画課長補佐。
- 2007年：金融庁総務企画局総務課国際室課長補佐（国際銀行）[3]。
- 2009年7月：国際局調査課外国為替室課長補佐（総括）[4]。
- 2010年：在ベトナム大使館一等書記官。
- 2014年7月：国際局為替市場課長補佐。
- 2015年7月：理財局計画官補佐（内閣・財務係） 兼 理財局財政投融資総括課 兼 理財局経済産業第一係 兼 理財局経済産業第二係 兼 理財局管理課財政投融資実地監査官 兼 理財局国債業務課。
- 2016年6月28日：理財局財政投融資総括課長補佐 兼 理財局財政投融資総括課企画調整室長 兼 理財局計画官補佐（内閣・財務係） 兼 理財局経済産業第一係 兼 理財局経済産業第二係 兼 理財局管理課財政投融資実地監査官 兼 理財局国債業務課。
- 2017年7月10日：理財局総務課長補佐（総括・文書） 兼 理財局総務課政策調整室長[5]。
- 2018年7月13日：徳島県保健福祉部長。
- 2019年5月1日：徳島県経営戦略部長。
- 2020年7月17日：大臣官房付。
- 2020年7月22日：内閣官房内閣参事官（内閣人事局） 兼 総務省行政管理局管理官（独法制度総括・特殊法人総括、外務）。